# Fauna da Escócia
A fauna da Escócia é geralmente típica da região noroeste da Europa pertencente ao reino Paleárctico, embora vários dos grandes mamíferos do país tenham sido caçados até à extinção em tempos históricos, e a atividade humana também tenha levado à introdução de diversas espécies da fauna. Os variados ambientes temperados da Escócia sustentam 62 espécies de mamíferos selvagens, incluindo uma população de gato selvagem escocês, números importantes de foca cinzentas e foca de portos e a colônia mais setentrional de golfinho nariz‐de‐garrafas do mundo.
Muitas populações de aves das charnecas – incluindo o tetrao negro e o tetrao vermelho – habitam a região, e o país dispõe de áreas de nidificação de importância internacional para aves marinhas, como a gaivota-do-norte. A águia-dourada tornou-se um ícone nacional, e as águia-de-cauda-brancas e as águia-pescadoras recolonizaram recentemente o território. O bico-cruzado escocês é a única espécie de vertebrado endêmico do Reino Unido.
As águas costeiras da Escócia estão entre as mais produtivas biologicamente do mundo; estima-se que o número total de espécies marinhas escocesas supere 40.000. Os Montículos Darwin são uma área importante de recifes de corais de águas profundas frias descobertos em 1998. No interior, quase 400 populações geneticamente distintas de salmão do Atlântico vivem nos rios escoceses. Das 42 espécies de peixes encontradas nas águas doces do país, metade chegou por colonização natural e a outra metade por introdução humana.
Somente seis anfíbios e quatro répteis terrestres são nativos da Escócia, mas muitas espécies de invertebrados que vivem ali são, de outra forma, raras no Reino Unido. Estima-se que 14.000 espécies de insetos, incluindo abelhas e borboletas raras protegidas por planos de ação para a conservação, habitem a Escócia. Agências de conservação no Reino Unido estão preocupadas que as mudanças climáticas, especialmente seus potenciais efeitos sobre os platôs montanhosos e a vida marinha, ameacem boa parte da fauna escocesa.

## Habitat

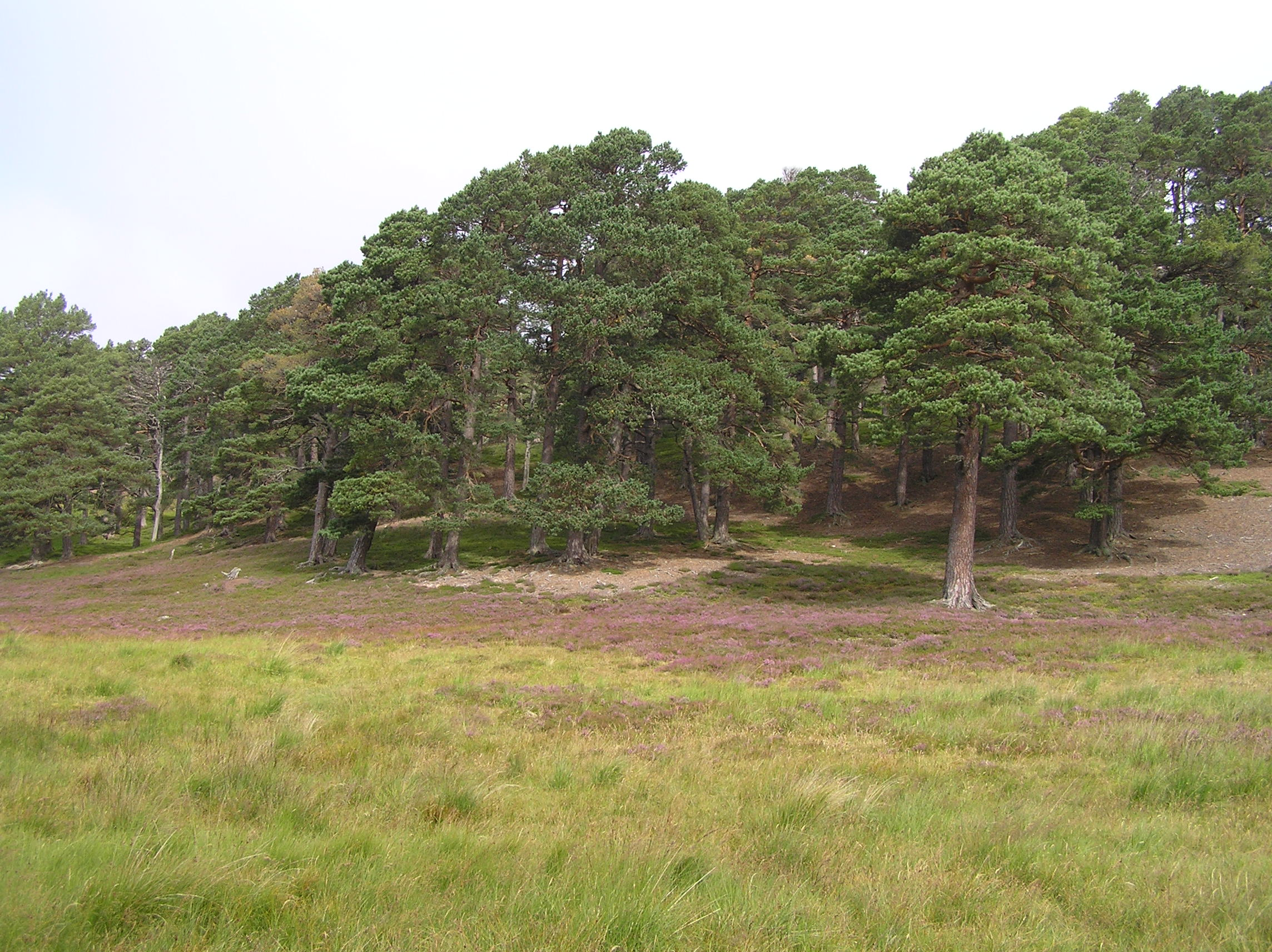
Floresta de Pinheiro Escocês, ao longo do Deeside

A Escócia desfruta de variados ambientes temperados, que englobam bosques folhosos e coníferos, bem como áreas de charneca, montanhoso, estuário, água doce, oceânico e tundra. Cerca de 14% da Escócia é coberta por florestas – em sua maioria plantações florestais – mas antes da intervenção humana, o território abrigava vastas florestas Caledonianas e bosques de folhosas largas. Embora bastante reduzidos, ainda restam remanescentes significativos dos bosques nativos de Pinheiro Escocês. Dezessete por cento da Escócia é coberta por charnecas de Ericaceae e turfeiras. Caithness e Sutherland possuem uma das maiores e mais intactas áreas mundiais de turfa de manta, que sustenta uma comunidade singular de vida selvagem. Setenta e cinco por cento do território escocês é classificado como agrícola (incluindo áreas de charneca), enquanto as áreas urbanas representam cerca de 3%. A costa tem 11 803 quilômetros (7 300 mi) de extensão, e o número de ilhas com vegetação terrestre chega a quase 800 – aproximadamente 600 situadas na costa oeste. A Escócia detém mais de 90% do volume e 70% da área total de água doce do Reino Unido. Existem mais de 30.000 lochs de água doce e 6.600 sistemas fluviais.
Sob os auspícios da União Europeia e de sua Diretiva Habitats, 244 sítios na Escócia, abrangendo mais de 8 750 quilômetro quadrados (3 400 sq mi), foram reconhecidos pela Comissão Europeia como Áreas Especiais de Conservação (SAC). As águas costeiras da Escócia estão entre as mais produtivas biologicamente do mundo, abrigando 40.000 ou mais espécies. Vinte e quatro dos SACs são sítios marinhos, e outros nove são costeiros, contendo elementos marinhos e não marinhos. Esses elementos marinhos se estendem por uma área de aproximadamente 350 quilômetro quadrados (140 sq mi). Os Montículos Darwin, cobrindo cerca de 100 quilômetro quadrados (39 sq mi), estão sendo considerados como o primeiro SAC offshore.

## Mamíferos
A Escócia foi completamente coberta de gelo durante as Pleistocenos de glaciação. À medida que o clima pós-glacial se aqueceu e o gelo recuou, os mamíferos migraram pela paisagem. Contudo, a abertura do Canal da Mancha (com o aumento do nível do mar) impediu novas migrações, de modo que a Grã-Bretanha continental possui apenas dois terços das espécies que alcançaram a Escandinávia, enquanto as ilhas Hébridas a oeste da Escócia possuem apenas metade dessas espécies. Sessenta e duas espécies de mamíferos vivem de forma selvagem na Escócia e arredores, incluindo 13 espécies encontradas em águas costeiras. Acredita-se que as populações de um terço das espécies de mamíferos terrestres estejam em declínio devido a fatores como poluição ambiental, fragmentação de habitats, mudanças nas práticas agrícolas – especialmente o sobrepastoreio – e competição com espécies introduzidas. Nenhuma espécie de mamífero é exclusiva da Escócia, embora o camundongo de campo de St Kilda (Apodemus sylvaticus hirtensi) seja uma subespécie endêmica do camundongo que chega a ter o dobro do tamanho dos seus congêneres continentais, e a campagnola de Orkney (Microtus arvalis orcadensis), encontrada apenas no arquipélago de Orkney, é uma subespécie do campagnola comum. Pode ter sido introduzida por colonizadores primitivos há cerca de 4.000 anos. Existem diversas raças notáveis de mamíferos domesticados de origem escocesa, incluindo o gado das Terras Altas, o pônei de Shetland, o pônei de Eriskay, a ovelha Soay e o terrier escocês.

### Carnívoros

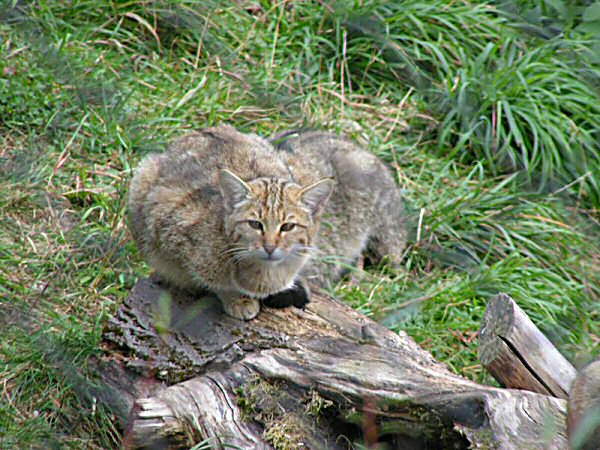
Gato selvagem escocês (Felis silvestris)

A representação da família dos mustelídeos na Escócia é típica de toda a Grã-Bretanha, com a ressalva de que o furão-europeu está ausente e que a Escócia é o reduto dos marta-do-pinho, embora a pureza desta espécie esteja ameaçada pela libertação de marta americanas no norte da Inglaterra. A Escócia abriga as únicas populações do gato selvagem escocês nas Ilhas Britânicas, com números estimados entre 400 e 2.000 animais, e da subespécie da raposa vermelha Vulpes vulpes vulpes, uma raça maior que a mais comum V. v. crucigera e que apresenta duas formas distintas. O gato selvagem encontra-se em risco devido à inadequação da legislação protetiva e é atualmente considerado seriamente ameaçado de extinção. Em 2013, foi anunciado que a ilha de Càrna passaria a oferecer um santuário e uma estação de reprodução para proteger a espécie. Foram realizadas campanhas de extermínio da população de vison americano selvagens – trazidos para a Grã-Bretanha para a indústria de peles na década de 1950 – sob os auspícios do Projeto dos Visons das Hébridas e da Iniciativa Escocesa para os Visons, que esperam criar uma zona livre de visons em uma vasta área que se estende de Wester Ross a Tayside.

### Roedores, insetívoros e lagomorfos

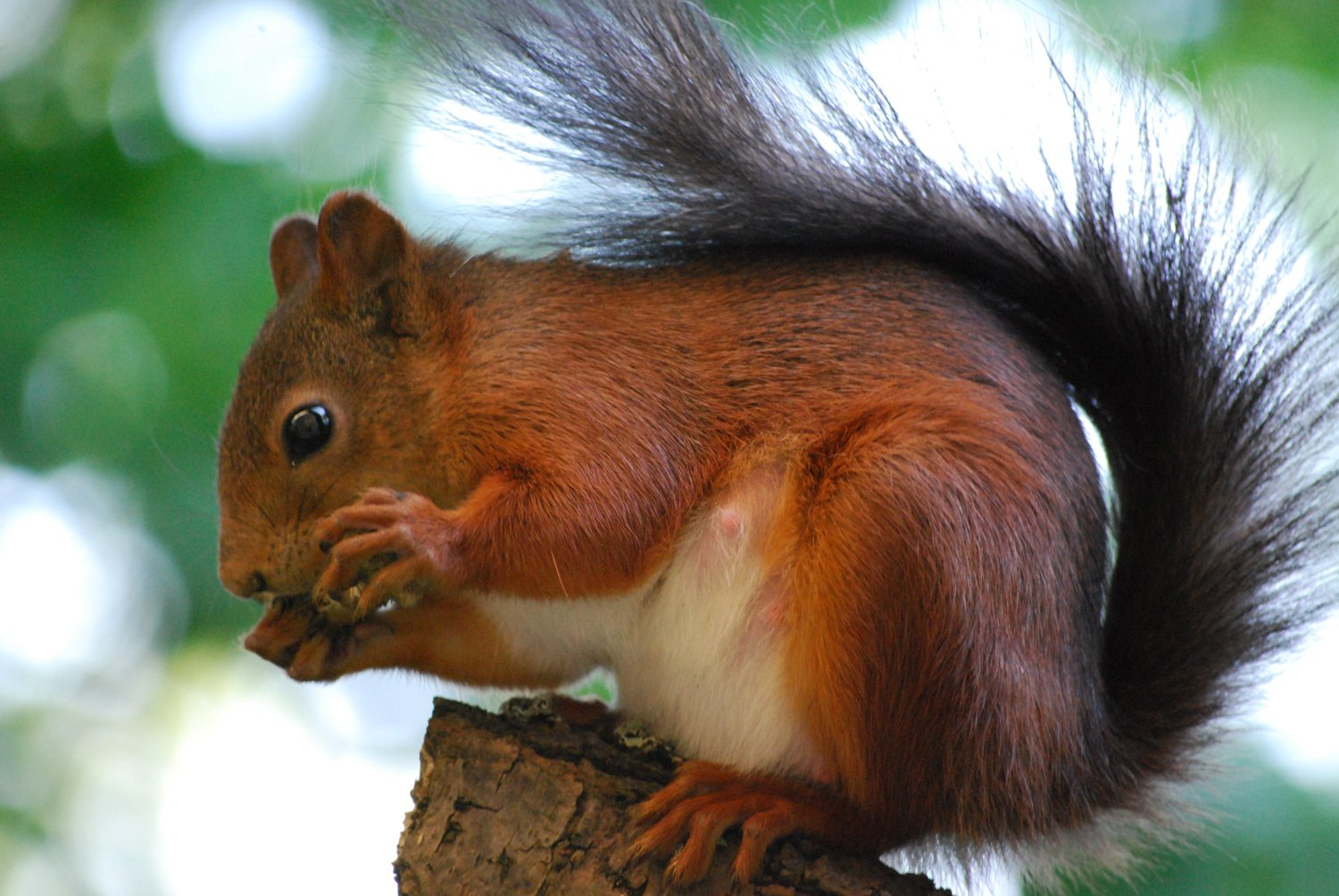
Esquilo-vermelho (Sciurus vulgaris)

Setenta e cinco por cento dos esquilo-vermelhos do Reino Unido são encontrados na Escócia. Esta espécie enfrenta ameaças que incluem a competição com o esquilo-cinzento oriental, e a "Estratégia Escocesa para a Conservação do Esquilo-vermelho" estabelece um arcabouço para apoiar sua conservação a longo prazo. Pesquisas realizadas em 2007 atribuíram à crescente população de marta-do-pinho a contribuição para esse programa, ao predar seletivamente os esquilo-cinzento oriental, visto que estes passam mais tempo no solo do que os esquilos vermelhos ameaçados. A Escócia não possui populações do glis comestível ou do glis de avelã, nem do rato de pescoço amarelo, e a distribuição do rato de colheita está limitada à parte meridional do país. O camundongo de campo de St Kilda e a campagnola de Orkney são endêmicos, mas, fora desses, as distribuições populacionais são semelhantes às do restante da Grã-Bretanha. Colônias de rato-pretos permanecem apenas na ilha de Inchcolm no Estuário do Forth e nas Ilhas Shiant.
As populações continentais de insetívoros são geralmente semelhantes às do restante da Grã-Bretanha. Medidas recentes da Scottish Natural Heritage, do Scottish Executive e da Royal Society for the Protection of Birds para remover os ouriço europeu das Hébridas Exteriores, onde sua introdução ocasionou declínios em populações reprodutoras internacionalmente importantes de aves limícolas, como o dunlin (pequena ave limícola), o plover anelado e o trinca-ferro vermelho – gerando grande controvérsia –, resultaram na suspensão das campanhas de abate dos ouriços em 2007. Os animais capturados são agora realocados para o continente. O programa reduziu significativamente essa população; somente dois indivíduos foram capturados em 2007.
Dos lagomorphas, apenas as lebres e os coelhos estão representados na Escócia. A lebre da montanha é o único membro nativo da família das lebres e predomina na maior parte das áreas de alta altitude escocesas. Tanto a lebre europeia quanto o coelho europeu estão presentes, sendo que este último foi trazido para a Grã-Bretanha pelos romanos mas não se espalhou amplamente na Escócia até o século XIX.

### Artiodáctilos

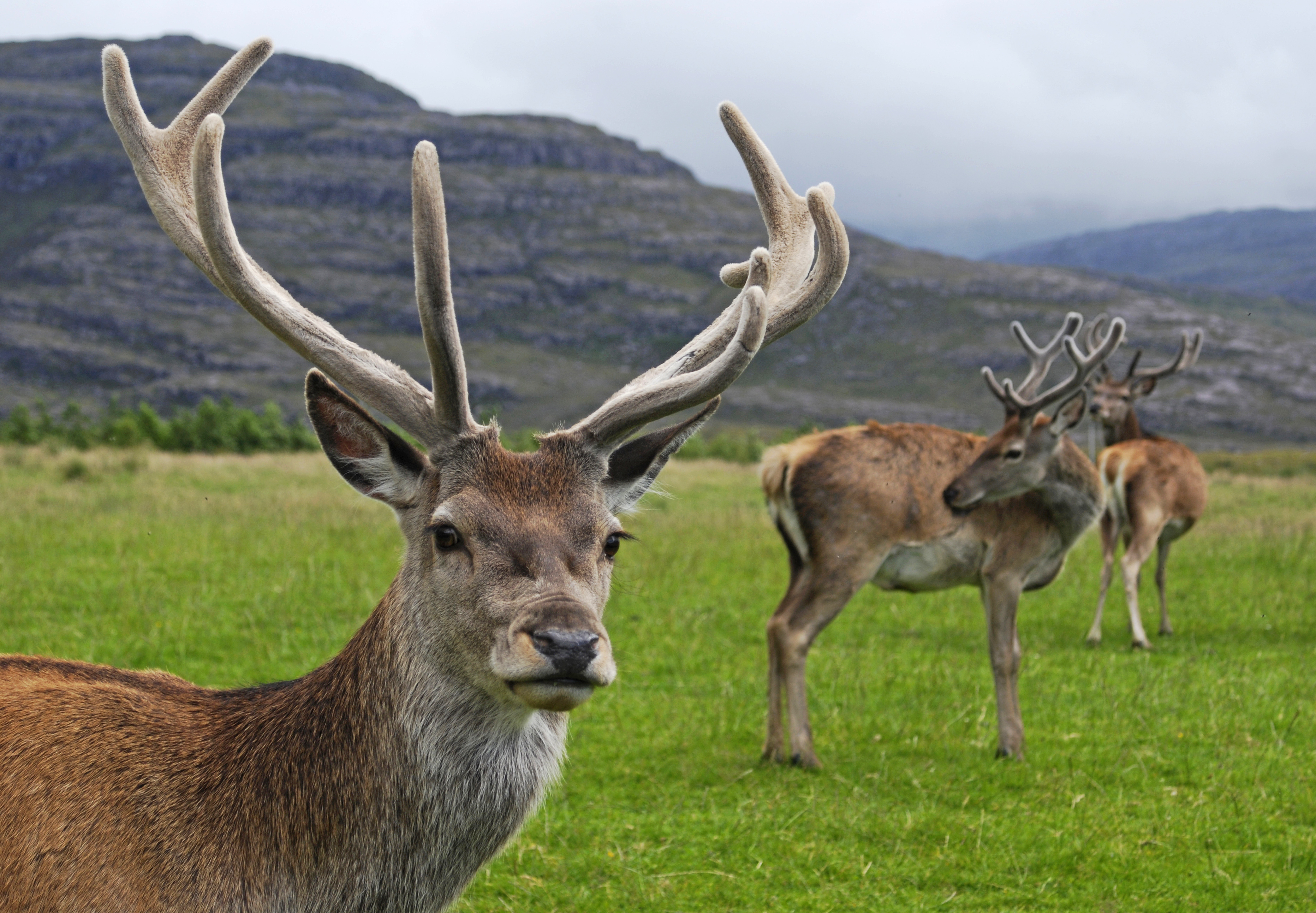
Cervo vermelho escocês macho (Cervus elaphus scoticus)

A pintura de Edwin Henry Landseer de um cervo vermelho escocês macho, Monarca dos Glen, é uma das imagens mais notáveis da Escócia vitoriana. A espécie, membro dos ungulado de dedos pares ou "artiodáctilos", ainda conta com 400.000 indivíduos, embora sua forma pura esteja ameaçada pela hibridação com os cervo sika introduzidos. Bastantemente adaptado à vida em áreas montanhosas (e, por isso, geralmente de estatura inferior aos seus congêneres europeus de florestas), ele é geralmente substituído pela corça em terras mais baixas. Embora encontrados em outras regiões do Reino Unido, não existem populações selvagens de cervo-d'água chinês e muito poucas ou nenhuma de muntjac chinês na Escócia. Existem populações isoladas de cabra selvagem (Capra hircus) e de ovelha selvagem (Ovis aries), como o rebanho de 1.000 ovelha Soays em St Kilda. Desde 1952, um rebanho de rena vive no Parque Nacional dos Cairngorms, A espécie havia se extinguido na Escócia após ter sido registrada como caçada em Orkney no século XII.

### Outros mamíferos
Apenas nove das dezesseis (ou dezessete) espécies de morcegos encontradas em outras partes da Grã-Bretanha estão presentes na Escócia. As espécies mais difundidas são o pipistrelo-comum e o pipistrelo-soprano, o morcego-de-orelhas-longas-marrom, o morcego de Daubenton e o morcego de Natterer. As espécies com distribuição mais restrita são o morcego-barbudo, o morcego noturno, o morcego de Leisler e o pipistrelo de Nathusius. As ausências incluem o morcego-ferradura maior e o morcego-ferradura menor, o morcego de ouvidos grandes e o morcego de Bechstein. Nenhum morcego reside nas Ilhas Shetland; os únicos registros lá são de indivíduos migratórios ou vagrantes.
Vinte e uma espécies de cetáceos foram registradas nas águas escocesas nos últimos 100 anos, incluindo a baleia de bico de Cuvier, as orcas, as baleia-cachalote, as baleia-minkes e os golfinho comum, os golfinho de bico branco e os golfinho de Risso. A colônia no Estuário do Moray com cerca de 100 golfinho nariz-de-garrafas é a mais setentrional do mundo. Conforme ampla cobertura televisiva recente demonstrou, Esta espécie se alimenta de marsopa comum; um terço das carcaças de marsopas examinadas por patologistas entre 1992 e 2002 indicou que as mortes decorreram de ataques de golfinhos. Contudo, ambientalistas expressaram sua indignação com a decisão do governo do Reino Unido de permitir a prospecção de petróleo e gás no Estuário do Moray, colocando essas populações de cetáceos em risco. Em resposta, o governo colocou as pesquisas sismológicas "em espera" durante 2009, aguardando novos estudos. O marsupial introduzido, o wallaby de pescoço vermelho, está confinado a uma colônia em uma ilha de Loch Lomond.

### Extinções e reintroduções

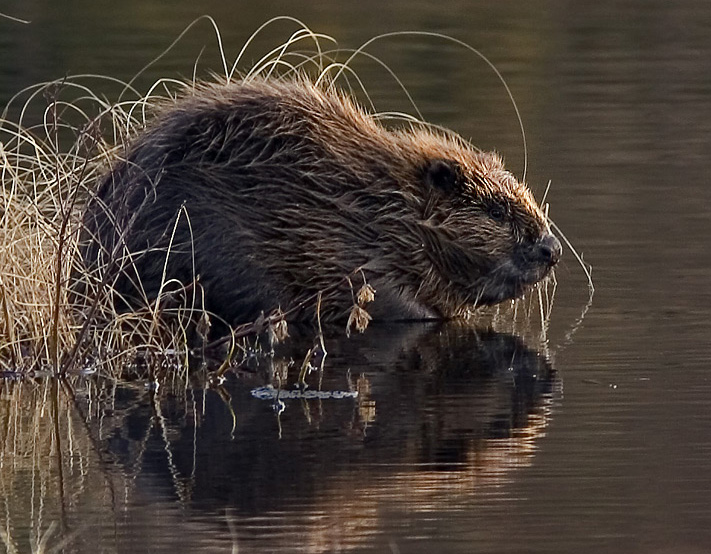
O castor europeu (Castor fiber)

Durante os interglaciais do Pleistoceno, animais árticos que hoje não existem mais habitaram a Escócia, incluindo o rinoceronte lanoso, o mamute, o urso polar, os lemmings, a raposa do Ártico e o cervo gigante Megaloceros giganteus. Outros mamíferos que costumavam habitar a Escócia, mas se extinguiram na natureza em tempos históricos, incluem o lince euroasiático, que viveu na Grã-Bretanha até há 1.500 anos, o urso pardo europeu da subespécie Ursus arctos caledoniensis, que era levado para entreter os circos dos romanos mas desapareceu no século IX ou X, e o alce (conhecido na Escócia como elk), que perdurou até cerca de 1300. O javali e o aurochs (ou uro/boi selvagem) desapareceram nos dois séculos seguintes, embora o primo domesticado, o porco, tenha perdurado até 1930 em Shetland. O último lobo foi abatido em terras de Mackintosh em Inverness-shire em 1743, E a morsa hoje ocorre apenas como visitante eventual. St Kilda também possuía uma subespécie endêmica do camundongo doméstico de St Kilda (Mus musculus muralis), que era maior, mais peludo, de coloração distinta e com um formato de crânio divergente do normal. Esta subespécie extinguiu-se em 1938, apenas oito anos após a evacuação dos habitantes nativos de St Kilda.
Um projeto conjunto da Sociedade Zoológica Real da Escócia, do Scottish Wildlife Trust e da Comissão Florestal da Escócia reintroduziu com sucesso o castor europeu à natureza na Escócia, utilizando material genético norueguês. A espécie habitava as Terras Altas até o século XV e, embora o então Governo Escocês inicialmente tenha rejeitado a ideia, um ensaio foi iniciado em maio de 2009 em Knapdale. Separadamente, em Tayside, liberações deliberadas ou fugas levaram até 250 animais a colonizarem a região. Embora estivesse inicialmente previsto removê-los de forma não oficial, em março de 2012 o Governo Escocês reverteu a decisão de retirá-los do Rio Tay, aguardando os resultados de estudos sobre a adequação da reintrodução. Após os estudos, em novembro de 2016 o Governo Escocês anunciou que os castores poderiam permanecer permanentemente, recebendo status de espécie nativa na Escócia. Os castores poderão expandir seu território naturalmente a partir de Knapdale e ao longo do Rio Tay; entretanto, para auxiliar esse processo e melhorar a saúde e a resiliência da população, mais 28 castores serão liberados em Knapdale entre 2017 e 2020.
Por meio de fugas ou liberações deliberadas, o javali (Sus scrofa) foi reintroduzido em diversas localidades da Escócia, incluindo uma vasta área de Lochaber e do oeste de Inverness-shire. Diversos outros projetos estão sendo avaliados. Por exemplo, o proprietário da propriedade Alladale, ao norte de Inverness, manifestou desejo de reintroduzir lobos como parte de uma reserva de natureza selvagem – a primeira deste tipo na Grã-Bretanha.

## Aves
A história dos mamíferos sugere três amplas fases sobrepostas: colonização natural após a era do gelo, extinções causadas pelo homem e introdução, pelo homem, de espécies não nativas. A maior mobilidade das aves torna tais generalizações difíceis de comprovar. Os humanos modernos causaram grandes danos às espécies de aves – especialmente as rapinantes – embora as variações naturais das populações sejam complexas. Por exemplo, os fulmar do norte estavam presentes em Skara Brae durante o período Neolítico, mas em tempos medievais sua área de reprodução estava restrita a St Kilda. Desde então, eles se espalharam por todo o Arquipélago Britânico.

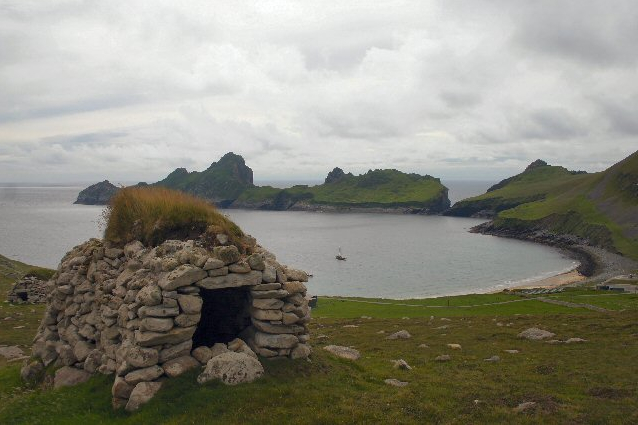
Village Bay, St Kilda, Sítio do Patrimônio Mundial e refúgio de aves marinhas

Cerca de 250 espécies de aves, registradas regularmente na Grã-Bretanha, visitam a Escócia, e talvez até 300 ocorram com diferentes graus de raridade. Ao todo, 247 espécies foram avaliadas e classificadas em três listas – vermelha, âmbar ou verde – indicando o nível de preocupação quanto ao seu futuro. Quarenta espécies estão na lista vermelha, 121 na lista âmbar e 86 na lista verde.
O bico-cruzado escocês, Loxia scotica, que habita os bosques coníferos das Terras Altas, é a única ave endêmica da Grã-Bretanha e, com apenas 300 pares reprodutores, é uma das espécies mais ameaçadas da Europa. Sua forma, tonalidade vermelho/verde e o hábito de se pendurar de cabeça para baixo levaram a comparações com os papagaios. St Kilda possui uma subespécie única de reineta, a reineta de St Kilda (Troglodytes troglodytes hirtensis), que se adaptou a empoleirar-se sobre rochas e penhascos desta ilha atlântica sem vegetação arbórea, desenvolvendo, consequentemente, pés maiores e mais robustos do que a variante continental. Ela também é ligeiramente maior, possui bico mais longo, coloração mais sóbria porém mais variada, e um canto "peculiarmente doce e suave". A subespécie foi reconhecida em 1884 e protegida por um Ato do Parlamento especial em 1904, para evitar sua destruição "às mãos de ornitólogos, colecionadores de ovos, taxidermistas e turistas".

### Rapinantes

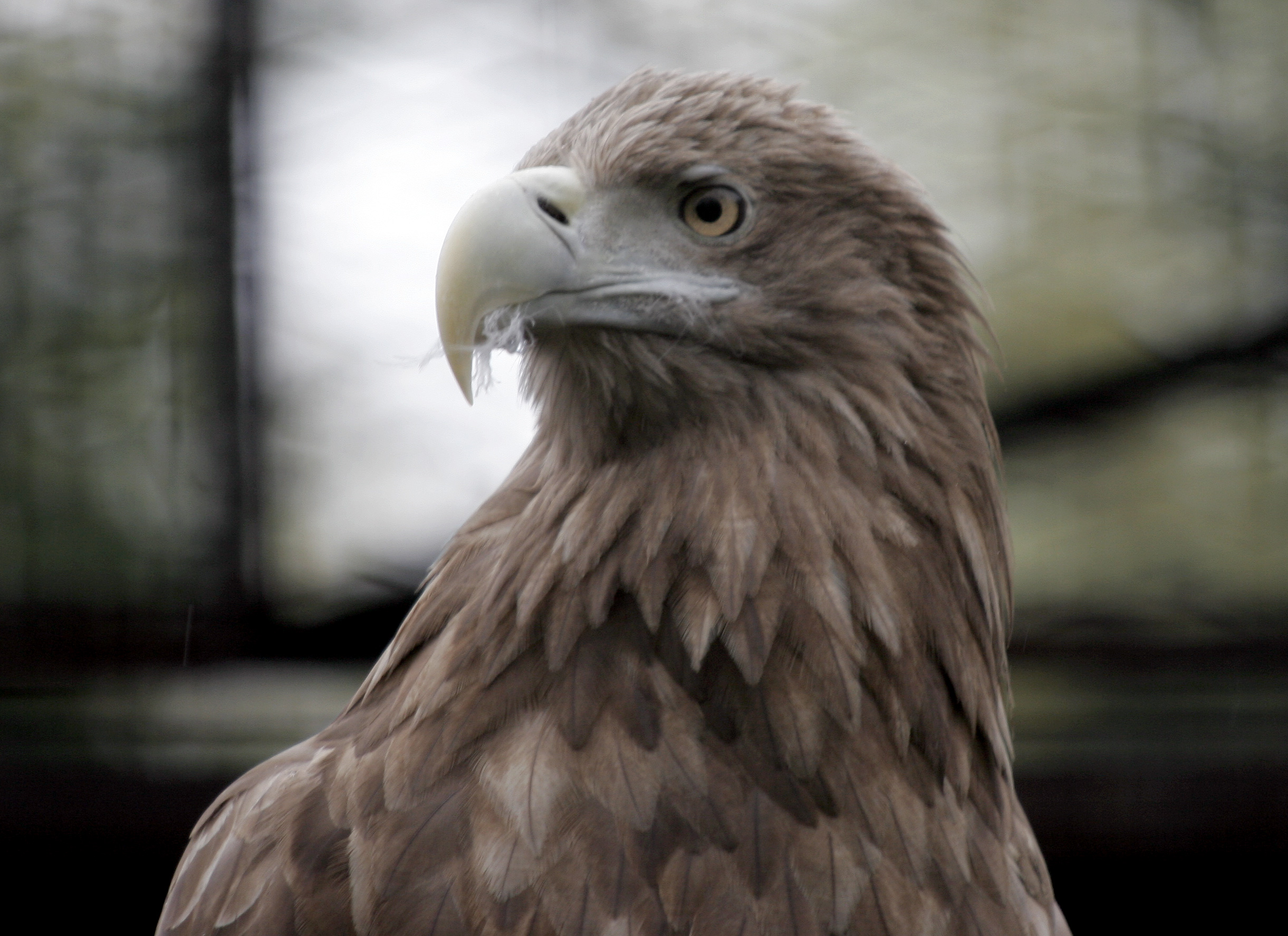
A águia-de-cauda-branca (Haliaeetus albicilla). Reintroduzida na Escócia a partir da Noruega após 60 anos de ausência.

Quase todos os pares dos aproximadamente 600 águia-douradas da Grã-Bretanha são encontrados na Escócia, assim como a maioria dos falcão peregrinos reprodutores. O hobby (ave) (falcão-peregrino menor), o marsh harrier (gavião-de-pântano) e o Montagu's harrier (gavião-de-Montagu), embora presentes na Inglaterra e no País de Gales, geralmente estão ausentes.
Em 1916, um vigário inglês roubou os últimos ovos nativos da águia-de-cauda-branca na Ilha de Skye, O último adulto foi abatido em Shetland dois anos depois. Contudo, a espécie foi reintroduzida na ilha de Rùm em 1975. A ave espalhou-se com sucesso para várias ilhas vizinhas, estabelecendo 30 pares até 2006. Apesar dos temores dos agricultores locais, a Sociedade Real para a Proteção das Aves (RSPB) está em processo de liberar até 100 jovens águias nos estuários do Estuário do Forth e do Estuário do Tay. A raposa-vermelha foi exterminada na Escócia em 1879, e um programa de reintrodução foi iniciado pela RSPB na década de 1980. Embora a espécie tenha apresentado avanços significativos, estima-se que 38% dos 395 indivíduos desmamados entre 1999 e 2003 foram envenenados, e outros 9% abatidos ou mortos por ação humana. A RSPB afirmou: "pode ser necessário um período de prisão para que as pessoas envolvidas com essa atividade comecem a levar o assunto a sério".
Após quase 40 anos de ausência, o águia-pescadora recolonizou com sucesso a Escócia no início da década de 1950. Em 1899, ela havia se reproduzido nas ruínas do castelo de Loch an Eilean, próximo a Aviemore, e em Loch Arkaig até 1908. Em 1952, estabeleceu um novo local de reprodução em Loch Garten. Atualmente, existem 150 pares reprodutores.
Outras espécies de aves de rapina presentes no Reino Unido, como o falcão-peregrino (comum), o hen harrier (gavião-de-pântano), o gavião-real (gavião-de-praia), o sparrowhawk (gavião-arpão), o tawny owl (coruja-do-mato) e a coruja-das-telhados, estão amplamente distribuídas na Escócia, embora a minha coruja esteja restrita ao sul. Os buzios demonstraram notável resiliência, tendo se recuperado da perseguição humana e da epidemia de mixomatose da década de 1950, que reduziu sua fonte de alimento – seus números mais que triplicaram entre 1978 e 1998. No outro extremo da escala, um único par de coruja-das-neves se reproduziu na ilha de Fetlar de 1967 a 1975.
Em 2009, foi noticiado que o Governo Escocês decidiu avançar com um controverso plano para realocar falcão-peregrinos encontrados próximos a pombals em Glasgow, Edimburgo, Kilmarnock, Stirling e Dumfries, ao custo de £25.000.

### Aves Marinhas

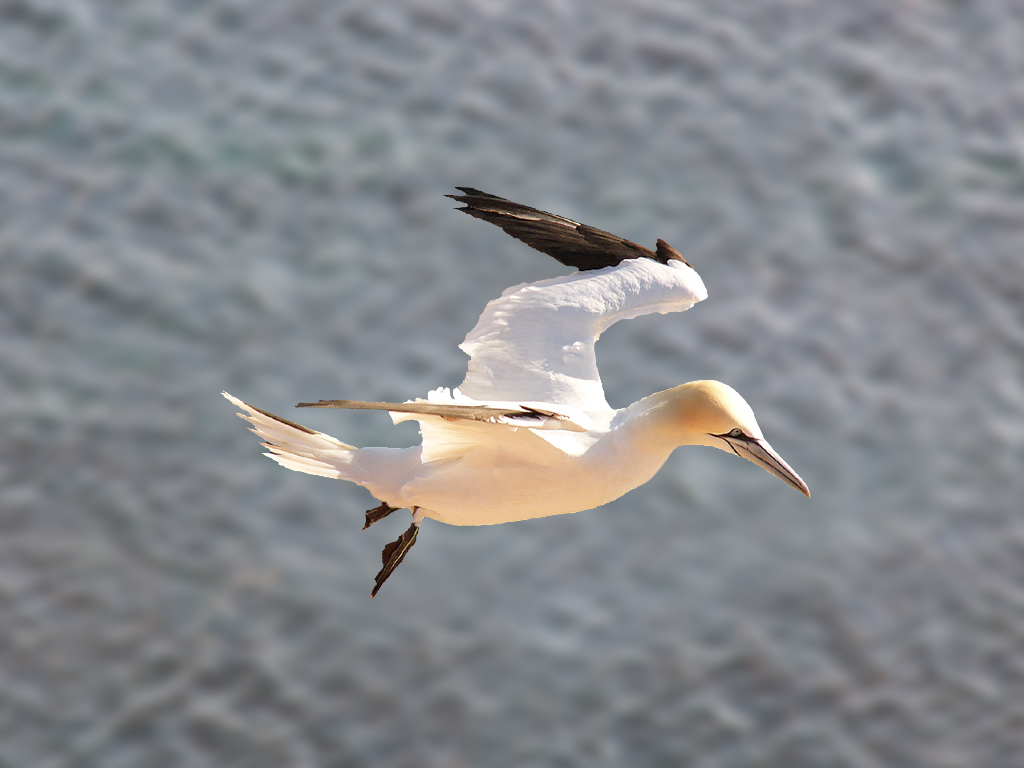
Gaivota-do-norte (Morus bassanus)

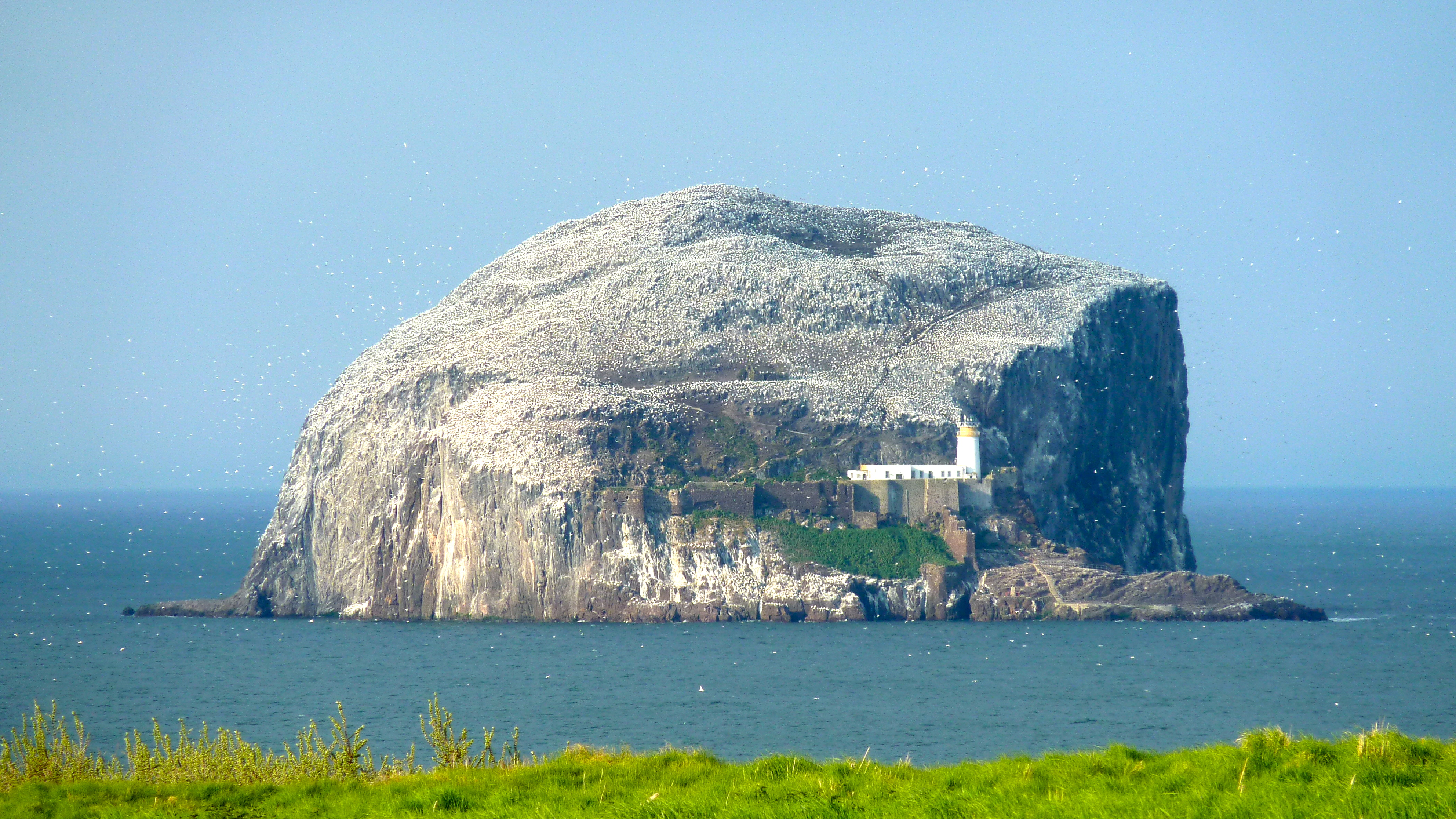
O Bass Rock, próximo a North Berwick

As águas da Escócia abrigam quase metade das aves marinhas reprodutoras da União Europeia, incluindo cerca de metade das gaivota-do-nortes do mundo e um terço dos pétrel-manxs. Quatro espécies de aves marinhas concentram mais de 95% de suas populações combinadas na Grã-Bretanha e na Irlanda na Escócia, enquanto outras quatorze espécies possuem mais da metade de sua população reprodutora em colônias escocesas. St Kilda, que é um Sítio do Patrimônio Mundial, é um refúgio de aves marinhas de grande importância. A ilha abriga 60.000 gaivota-do-norte, o que representa 24% da população mundial, 49.000 pares de pétrel-de-Leach – correspondendo a até 90% da população europeia –, 136.000 pares de papagaio-do-mar e 67.000 pares de fulmar do norte, aproximadamente 30% e 13% dos totais do Reino Unido, respectivamente. A ilha de Mingulay também possui uma grande população de aves marinhas e é um importante local de reprodução de alca, com 9.514 pares, representando 6,3% da população europeia.
Sessenta por cento de todos os bonxies reprodutores (aves de rapina marinhas) nidificam na Escócia, principalmente em Orkney e Shetland, mesmo tendo chegado apenas no século XVIII. A Escócia é a estação reprodutiva de cerca de 90% dos ternário árticos do Reino Unido, a maioria dos quais utiliza colônias em Orkney e Shetland. Percentual semelhante das cerca de 25.000 guio negros se reproduz em ilhas escocesas, incluindo Unst, Mingulay e Iona. A Escócia também abriga 1.000 pares de skua árticos e 21.000 pares reprodutores de choca comum, representando 40% da população global da espécie.
Mais de 130.000 aves habitam a reserva natural de Fowlsheugh em Aberdeenshire no auge da temporada reprodutiva, tornando-a uma das maiores colônias de aves marinhas da Grã-Bretanha. Há números significativos de gaivota-de-pé-franco, papagaio-do-mar, alca, fulmar, gaivota-de-hering e gaivota de costas negras. O Bass Rock, localizado no Estuário do Forth, abriga mais de 40.000 pares de gaivota-do-norte e é a maior colônia rochosa de gaivotas do mundo. O nome científico Morus bassanus deriva da rocha.

### Aves caçadoras, aves limícolas e patos
O tetrao do oeste (de lista vermelha) e o tetrao do salgueiro (ptarmigan) se reproduzem na Escócia e estão ausentes no restante das Ilhas Britânicas. O primeiro tornou-se extinto na Escócia em 1785, mas foi reintroduzido com sucesso a partir de material sueco em 1837. Existem populações significativas de outras aves da ordem Galliformes, como o tetrao negro e o famoso tetrao vermelho. O codorniz comum, a perdiz-cinzenta e o faisão comum estão bem distribuídos, embora a perdiz-de-pernas-vermelhas seja menos comum. Uma pequena colônia do faisão dourado introduzido existe no sudoeste.

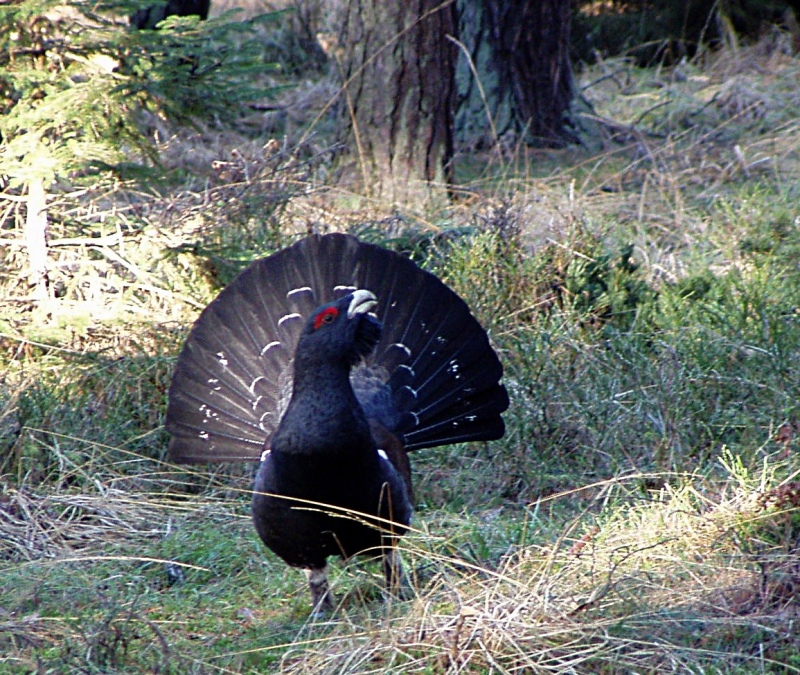
Macho do tetrao do oeste (Tetrao urogallus)

Entre as aves limícolas, o avocet (maçarico), o stone-curlew (corruíra), o pintarroxo anelado e o pintarroxo de Kentish estão ausentes, mas a maioria dos cerca de 100 pares de dotterel passa o verão na Escócia, assim como todas as aves limícolas reprodutoras – por exemplo, o whimbrel (ave-carpinteira), o greenshank (pernilongo de pernas verdes) e o phalarope de pescoço vermelho, embora estes dois últimos também se reproduzam na Irlanda. No verão, os lochs rasos das terras de machair nas ilhas de Uists e Benbecula oferecem condições para uma notável variedade de aves limícolas e patos, incluindo o bico-de-pá e o eider comum. O raro  mergulhão eslavo e o scoter comum se reproduzem em alguns poucos lochs na região das Terras Altas. O goldeneye colonizou uma área centrada ao redor do Parque Nacional dos Cairngorms desde a década de 1970, onde cerca de 100 pares se reproduzem. A maioria dos aproximadamente 25.000 cisne-barbudos que invernam nas Ilhas Britânicas passa o inverno na Escócia e na Irlanda.
Cerca de metade dos 80.000 ganso-de-pé-de-malhas, que se reproduzem na Groenlândia, chegam a Islay para o inverno, com outros bandos invernando em outras ilhas escocesas (por exemplo, Uists, Tiree, Colonsay) e milhares invernando na Irlanda. Dezenas de milhares de ganso de pés rosados utilizam a Bacia de Montrose como local de repouso no inverno, em outubro e novembro, assim como o Loch Strathbeg e vários lochs e reservatórios em Tayside e nos Lothians. As áreas de reprodução dos mergulhões de garganta negra e dos mergulhões de garganta vermelha em água doce, nas Ilhas Britânicas, concentram-se no norte e oeste da Escócia.

### Outras aves não-passeriformes
Esforços consideráveis têm sido empreendidos para conservar o tímido corncrake (chapim-de-cornac), e os números de verão desta espécie de lista vermelha se recuperaram para mais de 1.200 pares. A wryneck (garrão) está quase extinta na Escócia, com apenas um ou dois indivíduos cantando a cada verão, mas sem se reproduzir. Quanto aos Columbidae, a turtle dove (pombo-torre) está amplamente ausente, mas nas Ilhas Britânicas o rock dove (pomba-comum) está confinada às costas norte e oeste da Escócia e da Irlanda.

### Passeriformes

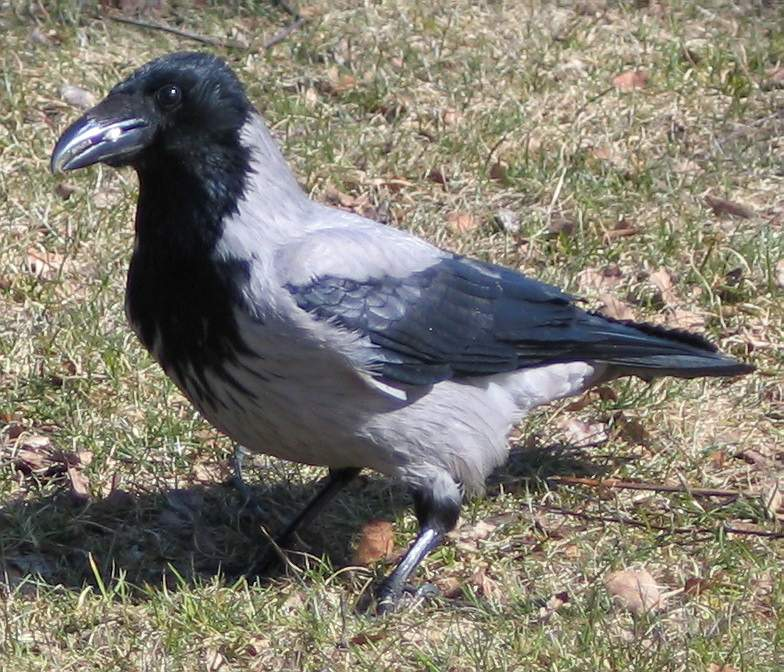
Corvo encapuzado (Corvus cornix)

Os corvos são aves tipicamente de florestas em grande parte da Europa, mas na Escócia estão geralmente associados a áreas montanhosas e litorâneas. Em 2002, o corvo encapuzado foi reconhecido como espécie separada do corvo carijó (corvo de cauda curta). A Escócia e a Irlanda do Norte abrigam todos os aproximadamente 190.000 territórios britânicos desta espécie separada. Uma pesquisa recente sugere que os números dos corvos estão aumentando, mas que os corvos encapuzados diminuíram 59%, enquanto os corvos carijós permaneceram praticamente estáveis. Nas ilhas de Islay e Colonsay, cerca de 80 dos 400 pares britânicos de corvo de bico vermelho nidificam na Escócia.
Além dos bicos cruzados (ver acima), existem os chapim crestados, que se encontram numa população fragmentada de 2.400 pares reprodutores em remanescentes da Floresta Caledoniana e em algumas grandes plantações, como a Floresta de Culbin em Moray. Os ring ouzels diminuíram para cerca de 7.000 pares, possivelmente devido à perturbação decorrente do aumento do número de visitantes humanos em seus habitats de áreas altas. Existem menos de 100 pares reprodutores de snow buntings, embora no inverno estes se juntem a migrantes da Europa continental. Acredita-se que um local de nidificação próximo a Dumfries esteja em uso pelos lavadeiras desde 1881. A Escócia detém 95% da população britânica reprodutora do twite, cerca de 64.000 pares. Contudo, uma pesquisa recente da RSPB constatou uma queda repentina e dramática nos números de inverno, de 6.000 em 1998 para apenas 300 em 2006, nos condados de Caithness e Sutherland.

### Aves vagrantes
A posição geográfica da Escócia na costa ocidental da Europa significa que diversas aves que normalmente não ocorrem no país visitam-no ocasionalmente. Entre estas, encontram-se visitantes acidentais – aves vagrantes que se afastam muito de seus habitats habituais.
Fair Isle é um sítio de renome internacional para a observação de aves migratórias. Raridades já registradas incluem passeriformes como o pássaro-de-bico-grosso, o pardal-de-garganta-branca, o capão-de-corpo-amarelo e o pica-pau-de-colar. Mais de 345 espécies de aves foram registradas nesta ilha, que possui apenas 7,68 quilômetro quadrados (2,97 sq mi).
Em outras localidades, raridades registradas em 2006 incluem um mergulhão de bico branco em Gairloch, um albatross de sobrancelhas negras nas Ilhas Ocidentais, um gaivota gargalhante em Shetland e um areia de peito pálido em Lossiemouth. Registros de aves acidentais em anos anteriores incluem um apito americano em 1888 e uma garça roxa no mesmo ano, um marreco de Baikal em 1958 e uma cegonha-preta em 1977. Aves presumivelmente escapadas de cativeiro, como um falcão-lanador em 1976, flamingo chilenos em 1976 e 1979, uma cisne-de-garganta-preta em 1988 e um falcão de cauda vermelha em 1989, também foram registrados. Esses registros representam apenas uma pequena seleção de duas regiões do nordeste, oferecendo uma amostra da complexidade e diversidade da avifauna escocesa.

### Extinções
O guindaste comum e a tarambola-gigante foram exterminados por caçadores e pelo dreno de pântanos no século XVIII. O último great auk visto na Grã-Bretanha foi abatido em Stac an Armin, um pináculo rochoso no arquipélago de St Kilda, em julho de 1840.

## Vida Pesqueira no Mar
Das 42 espécies de peixes encontradas nas águas doces escocesas, apenas metade chegou por colonização natural. Espécies nativas incluem a alheira, a truta marrom, a enguia européia e a lampreia de rio. Os rios escoceses abrigam um dos maiores recursos de salmão do Atlântico da Europa, com quase 400 rios suportando populações geneticamente distintas. Cinco espécies de peixes são consideradas "chegadas tardias" à Escócia, tendo colonizado por meios naturais antes de 1790: o lucioperca do norte (achigã), a tinca, o barbatana de pedra (lóbulo de pedra), o perca européia e o minnô comum; espécies nativas mais raras incluem o endêmico Salvelinus killinensis e o powan, esta última encontrada em apenas dois locais e ameaçada pela introdução do ruffe e do charr ártico. Este último pode ter sido o primeiro peixe a reentrar nas águas doces após o término da última era do gelo, existindo cerca de 200 populações.

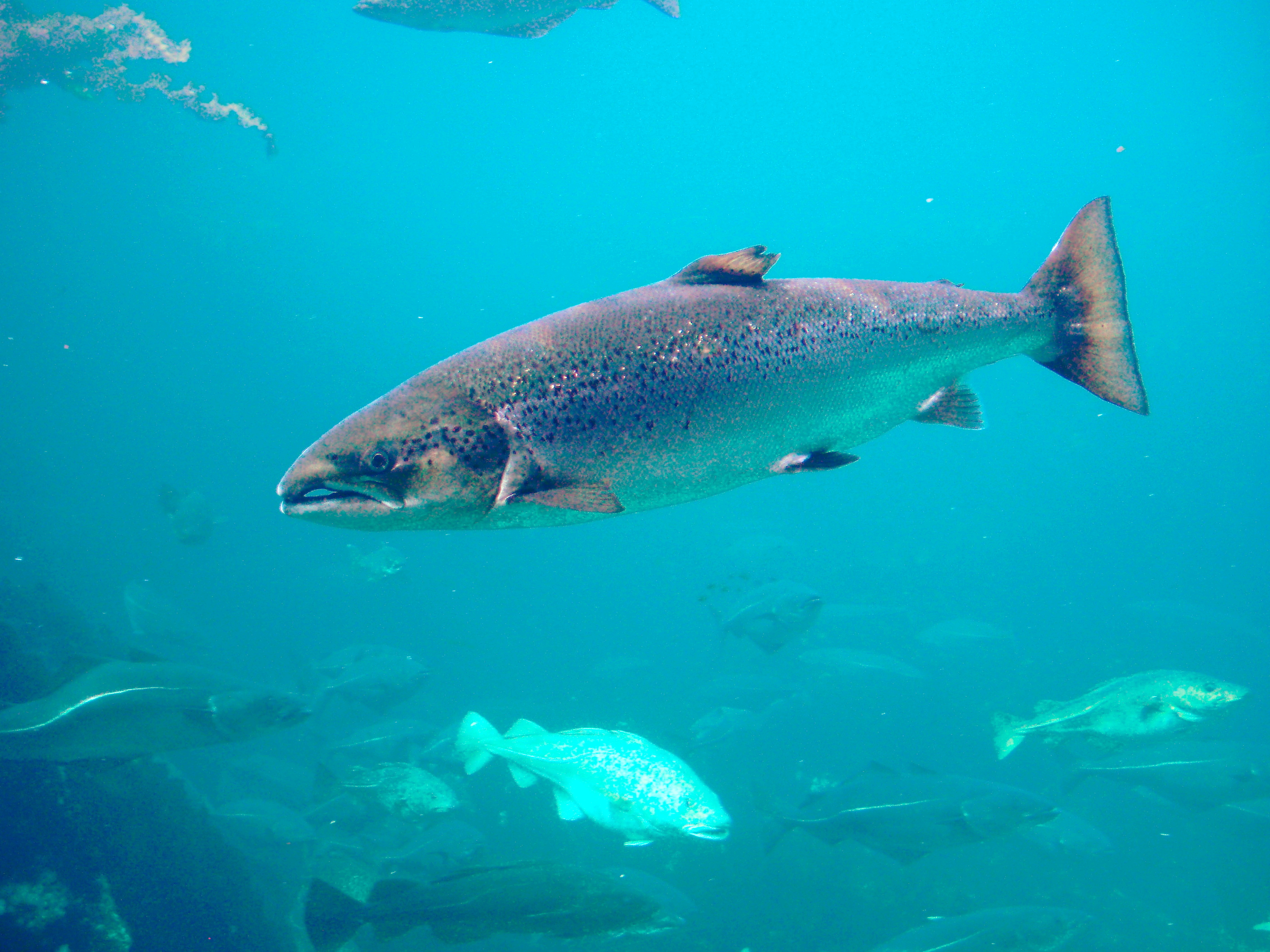
Salmão do Atlântico (Salmo salar)

O mexilhão-de-pérola de água doce chegou a ser tão abundante que sustentava atividades comerciais, e a Escócia é o último reduto europeu, abrigando cerca de metade do número global existente. Existem populações em mais de 50 rios, principalmente nas Terras Altas, embora a colheita ilegal tenha afetado seriamente sua sobrevivência.
Os mares da Escócia, que abrangem uma área maior do que os mares ao redor do restante do Reino Unido, estão entre os mais produtivos biologicamente do mundo. Eles abrigam um terço das espécies mundiais de baleias e golfinhos, a maior parte do maerl do Reino Unido (termo coletivo para várias espécies de algas vermelhas calcificadas, que formam habitat marinho importante), o molusco-robalo (Modiolus modiolus) e leitos de gramíneas marinhas, além de espécies singulares, como a alta antípoda do mar. Estima-se que o número total de espécies marinhas escocesas supere 40.000. Isso inclui 250 espécies de peixes, sendo a variedade costeira mais numerosa a saithe (corvina do Atlântico), e criaturas de águas mais profundas, como o cachorro-marinho espinhoso (dogfish), o porbeagle (tubarão-azul) e o tubarão azul, a enguia européia, o robalo europeu e o halibute atlântico, bem como várias espécies de raia. Existem quatro espécies de tartaruga marinha, a tartaruga-de-couro, a tartaruga-de-cabeça-de-loggerhead, a tartaruga de Kemp e a tartaruga verde. As águas escocesas contêm cerca de 2.500 espécies de crustáceos e 700 moluscos e, em 2012, um leito com 100 milhões de concha-flamejantes foi descoberto durante uma pesquisa em Loch Alsh.
Os Montículos Darwin, uma importante área de recifes de corais de águas frias descoberta em 1988, situam-se a cerca de 1 000 metros (3 300 pé) de profundidade no Atlântico, aproximadamente 185 quilômetros (110 mi) a noroeste do Cape Wrath no canto nordeste da Bacia de Rockall. A área cobre aproximadamente 100 quilômetro quadrados (39 sq mi) e contém centenas de montículos com cerca de 100 metros (330 pé) de diâmetro e 5 metros (16 pé) de altura, muitos com uma “cauda” em forma de gota orientada para o sudoeste. Essa característica pode ser única mundialmente. Os topos dos montículos abrigam colônias de corais do gênero Lophelia e sustentam populações significativas do protozoário Syringammina fragilissima. Peixes foram observados nas proximidades, mas em densidades similares ao ambiente de fundo. Danos decorrentes da pesca de arrasto foram visíveis em cerca de metade dos Montículos Darwin orientais pesquisados durante o verão de 2000, e o governo do Reino Unido está adotando medidas para proteger a área. Em 2003, a Comissão Europeia concedeu proteção emergencial e proibiu atividades pesqueiras danosas na localidade.

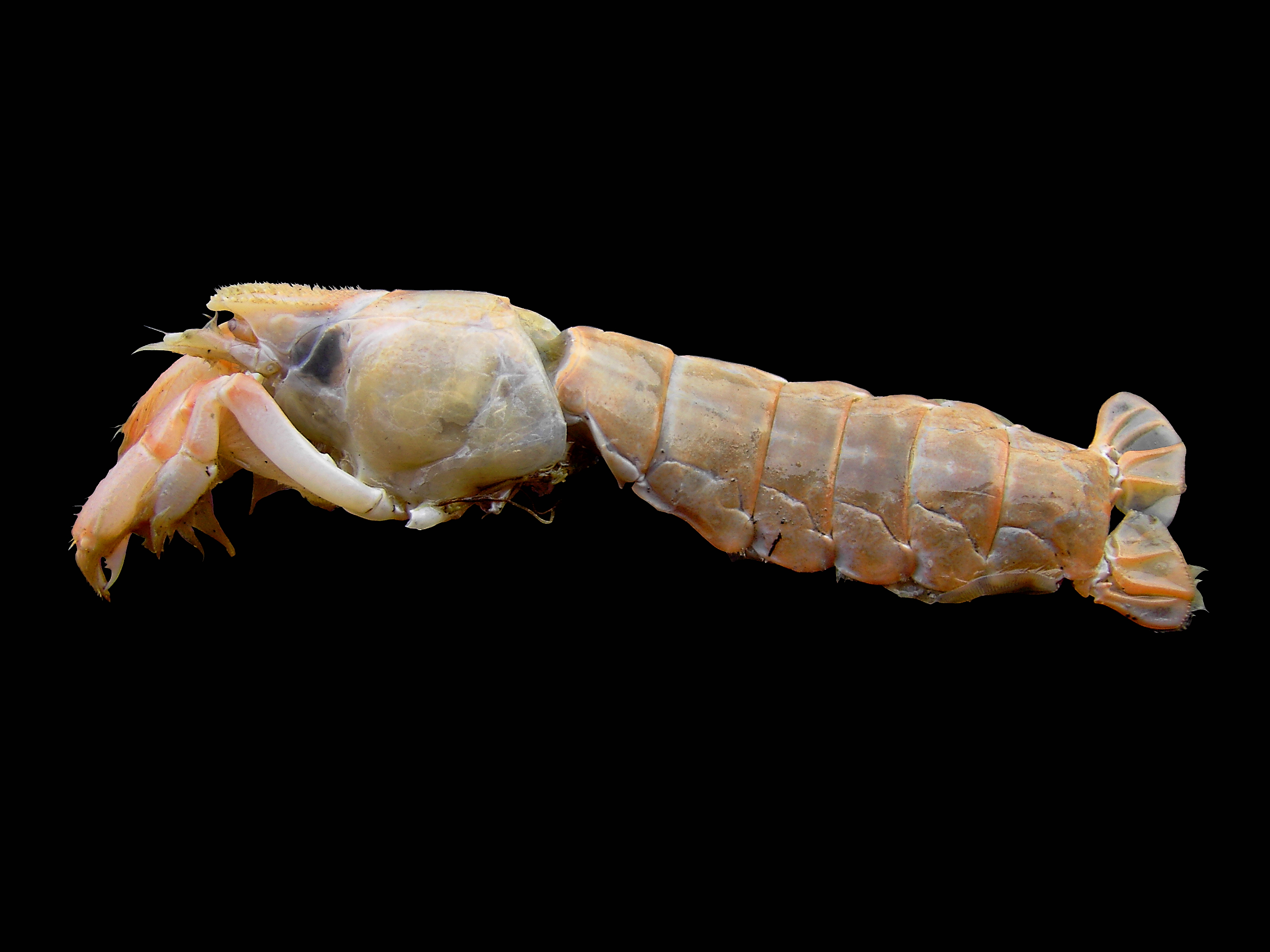
Upogebia deltaura, uma lagosta de lama comumente encontrada em leitos de maerl

Ações adicionais em escala muito maior podem ser necessárias. Segundo um relatório recente, "a vida marinha da Escócia pode ser quase erradicada em 50 anos, a menos que medidas rigorosas sejam adotadas para gerir o uso que os humanos fazem dos mares". Foram expressadas preocupações por um consórcio de organizações ambientais de que os estoques pesqueiros comerciais – incluindo o bacalhau atlântico – sofrem com a sobrepesca, que a piscicultura – especialmente a de salmão – está danificando o ambiente aquático, que a redução dos habitats de pântanos costeiros está afetando a vida das aves marinhas, que o lixo em estuários densamente povoados como o Estuário do Clyde prejudica todas as formas de vida marinha, e que o crescimento do turismo offshore é prejudicial a populações, por exemplo, do tubarão de barriga amarela. Foi feito um apelo para um 'Projeto de Lei Marinho Escocês' que coordene e regule a atividade humana no mar e estabeleça mais áreas protegidas, como parques nacionais marinhos. Posteriormente, o Marine (Scotland) Act 2010 foi aprovado pelo Parlamento Escocês.
Calyptraea chinensis (L.) é um gastropoda que invadiu as praias da Escócia e, em 1998, alcançou quase a latitude de Oban. Um exemplar vivo foi encontrado em Clachan Sound, e registros anteriores indicaram a presença das conchas deste gastrópodo.

### Extinções Fluviais
A poluição e a predação levaram à extinção de ambas as espécies de vendace – em sua faixa extremamente restrita nas águas doces do sudoeste escocês – em 1980. Na década de 1990, iniciou-se uma tentativa bem-sucedida de reintroduzir Coregonus vandesius na área de Lochmaben. O Coregonus albula permanece ausente.
O Salvelinus inframundus, uma rara espécie de truta (char) que pode estar vulnerável à extinção, foi encontrada em Loch Mealt, na Ilha de Skye, nas Terras Altas.

## Anfíbios e Répteis Terrestres

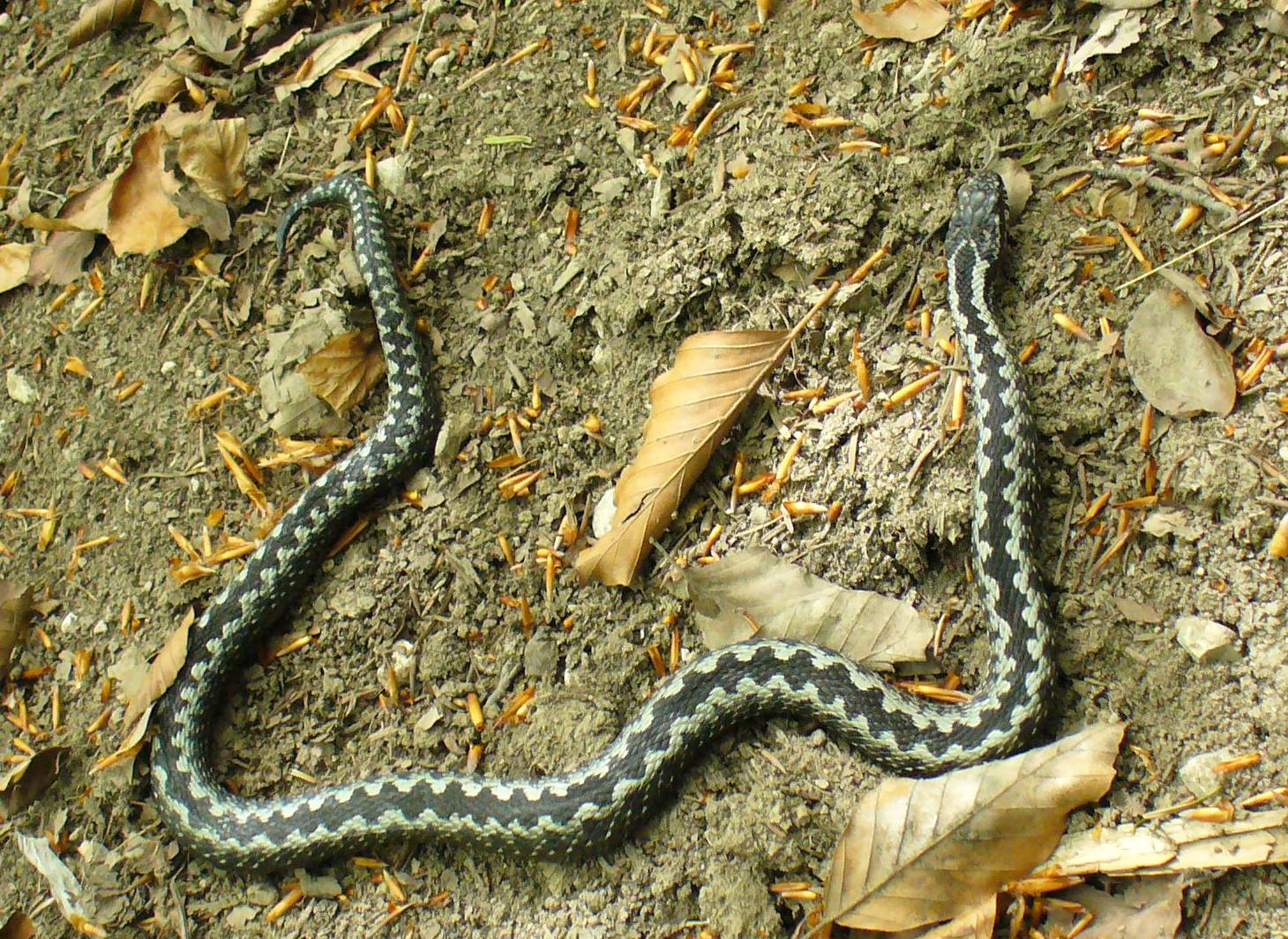
A vípera (Vipera berus), conhecida popularmente como cobra-de-vidro)

Somente seis anfíbios e quatro répteis terrestres são nativos da Escócia. Os anfíbios incluem três espécies de tritãos: o tritão crestado (grande tritão crestado), do qual sobrevivem menos de 1.000 indivíduos; O tritão liso e o tritão palmatado também ocorrem. Os outros anfíbios são o sapo comum, o sapo de sarraceno (sapo-das-cavernas), encontrado em apenas quatro locais no sudoeste, e a rã comum. Há ainda um anfíbio alienígena conhecido na Escócia, o tritão alpino, uma fuga recente confinada à região de Edimburgo.
Os répteis incluem a vípera (conhecida popularmente como cobra-de-vidro), a cobra-da-grama (espécie rara), o escinco (lagarto sem patas) e o lagarto comum. As cobras lisas encontradas em outras regiões do Reino Unido estão ausentes, e as cobras são raramente relatadas.

## Invertebrados Terrestres
Setenta e sete espécies de caracóis terrestres e uma estimativa de 14.000 espécies de insetos vivem na Escócia, nenhuma delas "verdadeiramente" endêmica. Entre estes encontram-se a Pardosa lugubris (uma espécie de aranha-lobo, descoberta pela primeira vez no Reino Unido em 2000 na reserva natural de Abernethy Forest) e a Formiga escocesa (Formica aquilonia). Estas formigas, os residentes mais numerosos da Floresta Caledoniana, constroem montículos com pinhas e agulhas de pinheiro encontradas no solo e podem habitar os montículos por décadas. Uma única colônia pode coletar 100.000 insetos por dia para alimentar seus meio milhão de indivíduos e produzir até 250 quilogramas (550 lb) de melado por temporada.

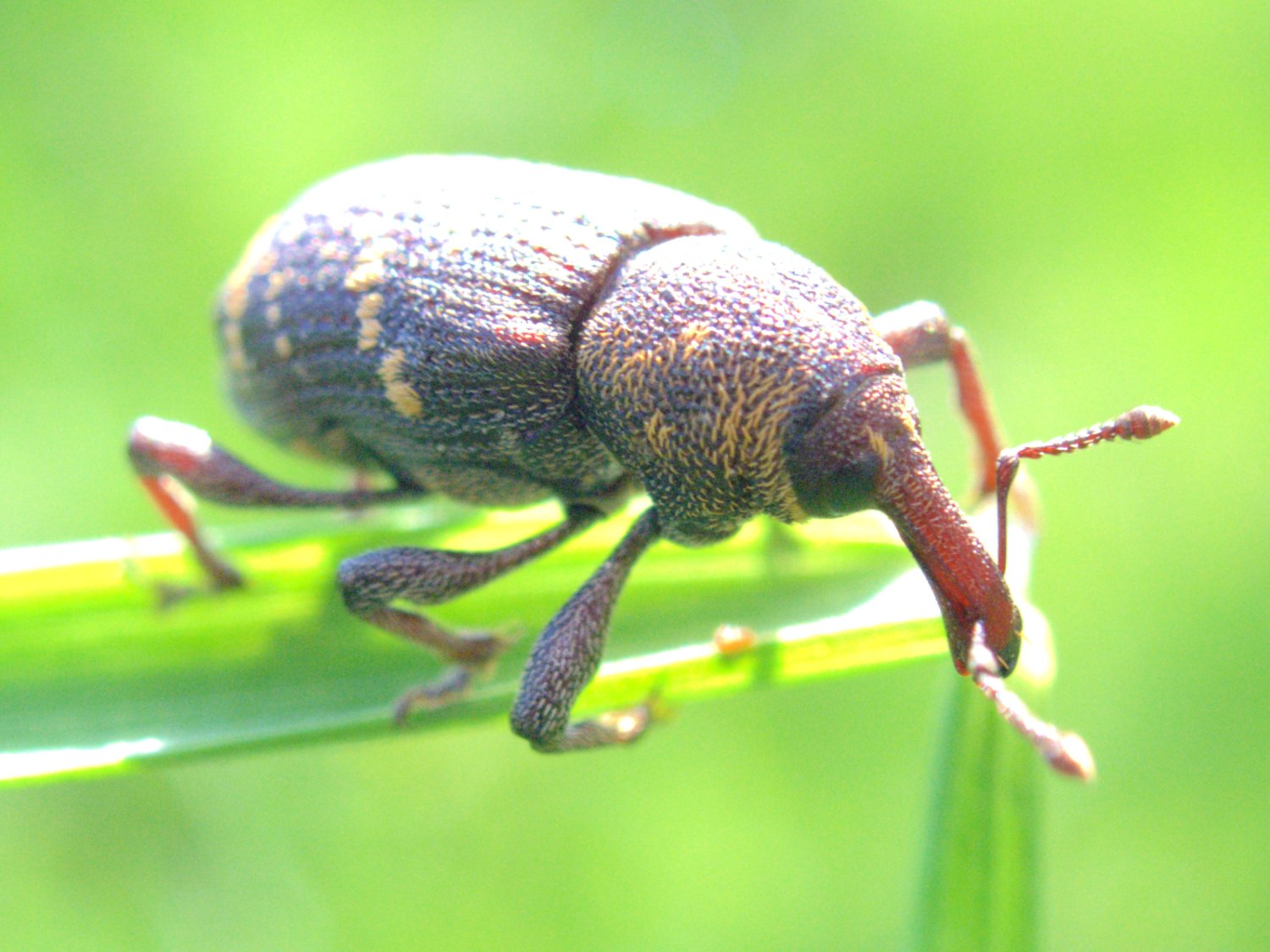
Gorgulho do pinheiro (Hylobius abietis)

Além da formiga escocesa, diversas espécies de invertebrados da Escócia são raras no restante do Reino Unido e importantes a ponto de terem um "Plano de Ação" específico para sua proteção. Entre estes estão cinco espécies de formigas e abelhas, seis espécies de mariposas e borboletas, cinco espécies de moscas e um único besouro (o besouro do junco) e caracol (o caracol de boca arredondada Vertigo genesii). O Northern colletes é uma espécie rara de abelha, cujo habitat mais significativo na Grã-Bretanha encontra-se nas Hébridas Exteriores, onde existem mais de dez colônias. A Escócia também é o reduto britânico da abelha bombom de Blaeberry, e o Bumblebee Conservation Trust criou recentemente o primeiro santuário mundial para este gênero de insetos na Reserva Natural da RSPB Vane Farm, próximo ao Loch Leven (Kinross). A Bombus jonellus var. hebridensis é endêmica das Hébridas. Em 2010, uma colônia do besouro Meloe brevicollis foi encontrada na ilha de Coll. A espécie, de outra forma extinta na Escócia e incapaz de voar, levanta a questão de como a colônia chegou à ilha. A pedrinha vermelha do norte (Brachyptera putata), que recentemente perdeu seu território em outras regiões da Grã-Bretanha, agora é considerada endêmica da Escócia.
Embora muitas espécies de borboletas estejam em declínio no Reino Unido, pesquisas recentes sugerem que algumas – como a fritillary de borda perolada, a fritillary de pântano e o chequered skipper (borboleta-das-folhas) –, que estão se tornando raras no restante do Reino Unido, estão se deslocando para o norte em resposta às mudanças climáticas. Em junho de 2008, um adulto de Ethmia pyrausta foi encontrado em Easter Ross. Este achado foi apenas o quinto registro desde sua descoberta no Reino Unido, em Loch Shin em 1853, e a espécie adquiriu um status "quase mítico", segundo a Butterfly Conservation Scotland.
A espécie de mosquito das Terras Altas (Culicoides impunctatus) é, talvez, o invertebrado mais conhecido, sendo um minúsculo inseto voador que atormenta visitantes e moradores durante o verão. Suas picadas ocasionam a perda de até 20% dos dias de trabalho no verão na indústria florestal. Outros invertebrados de importância incluem o gorgulho do pinheiro (Hylobius abietis), o besouro negro do pinheiro, o besouro clytra e o besouro lenhador, um besouro de chifre longo. O sítio arqueológico de Skara Brae forneceu o registro mais antigo conhecido da pulga humana, Pulex irritans, na Europa.
As ilhas de Colonsay e Oronsay abrigam cerca de 50 colônias da única espécie nativa de abelha do Reino Unido – Apis mellifera mellifera. O Governo Escocês introduziu a Bee Keeping (Colonsay and Oronsay) Order 2013 para proteger a espécie do cruzamento com outras e de doenças, uma vez que ela vem sofrendo sérios declínios no continente.

## Criptozoologia

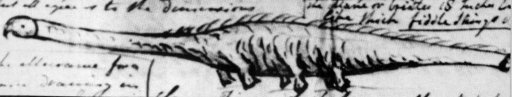
Sketch da Besta de Stronsay feita por Sir Alexander Gibson em 1808

Diversos grandes felídeos exóticos são rumorados existir, incluindo a 'Besta de Buchan'. O Gato de Kellas de Moray é um animal de pelagem preta e pernas longas, provavelmente resultante de um híbrido moderno entre o gato selvagem escocês e o gato doméstico, ou de um gato melanístico. Em tempos antigos, pode ter dado origem à lenda do Gato-Fada. O fabuloso Monstro do Lago Ness, possivelmente uma forma de cavalo-d'água, possui uma longa história – o primeiro registro alegado de avistamento data de 565 d.C. Mais recentemente, a Besta de Stronsay foi um críptido não identificado encalhado nas ilhas de Orkney no século XIX.

## Conservação da Natureza na Escócia

### Desafios
A conservação do meio ambiente natural está bem desenvolvida no Reino Unido. Os recursos das organizações envolvidas podem ser insuficientes para o desafio, mas o contraste com as atitudes de épocas passadas é marcante. Em época vitoriana, poucas espécies se extinguiam na Escócia, mas a escala do abate em propriedades cinegéticas era impressionante. Richard Perry relata que, em uma única propriedade nos Cairngorms entre 1837 e 1840, os seguintes "animais nocivos" foram exterminados pelos funcionários, unicamente para preservar a população de tetrao vermelho:

246 martas, 198 gatos selvagens, 106 furões, 67 texugos, 58 lontras, 475 corvos, 462 falcões-peregrinos (kestrels), 371 abutres de pernas curtas, 285 abutres comuns, 275 gaviões, 98 falcões-peregrinos, 92 gaviões-de-cabeça, 78 falcões-merlins, 71 corujas de orelhas curtas, 63 gaviões, 35 corujas de orelhas longas, 27 águias-do-mar, 18 águias-pescadoras, 15 águias-douradas, 11 hobbies, 6 gaviões-reais, 5 gaviões-de-pântano, 3 abutres-mel.

e, por razões aparentemente não relacionadas à caça de tetraos, mais

11 raposas, 301 doninhas, 78 gatos domésticos, 1.431 corvos encapuzados ou carijós, 3 corujas-das-telhados, 8 pegas, e 7 “falcões de pernas laranjas”.

Escrevendo em 1947, Perry afirmou que sua "primeira reação a esta terrível lista negra foi de incredulidade. Ainda considero os detalhes inacreditáveis. Contudo, eles foram fornecidos pelo próprio arrendatário." Em vários casos, esses totais de extermínio são superiores aos números atuais de residentes em todo o país.
Resta saber se a destruição provocada pelos vitorianos continua sendo o ponto mais baixo para a fauna escocesa. Além de outras dificuldades enfrentadas pelo ambiente marinho, as mudanças climáticas são um desafio que afeta todos os habitats da Escócia. Entre as aves, o tetrao do salgueiro, o dotterel e o snow bunting – em particular – podem ser afetados, pois dependem de habitats de alta altitude; e suas populações provavelmente diminuirão se o clima mais quente permitir a entrada de espécies concorrentes em seus territórios restritos. Mamíferos e outros vertebrados podem ter melhor desempenho, embora populações localizadas de invertebrados estejam em risco. A vida marinha já está sendo afetada. Espécies plâncton que preferem águas frias estão em declínio e não conseguem sustentar as cadeias alimentares cruciais das quais muitas aves marinhas dependem. Outras evidências dos problemas enfrentados pelas espécies marinhas foram fornecidas pela Unidade de Pesquisa em Mamíferos Marinhos da Universidade de St Andrews. Uma análise sugere que as populações de foca comum em Orkney e Shetland caíram 40% entre 2001 e 2006, levando o então Executivo Escocês a anunciar a provável necessidade de uma nova ordem de proteção.
As complexidades envolvidas na conservação da vida selvagem escocesa são ressaltadas em um relatório da RSPB, que observa que as marta-do-pinho têm se mostrado predadoras significativas dos ninhos do tetrao do oeste. Como ambas as espécies são protegidas, as agências de conservação enfrentam um dilema desafiador. Em 2012, o Governo Escocês publicou um "Código de Prática sobre Espécies Não-Nativas" para orientar a compreensão das responsabilidades e indicar qual órgão público é responsável pelos diversos habitats.

### Organizações de Conservação

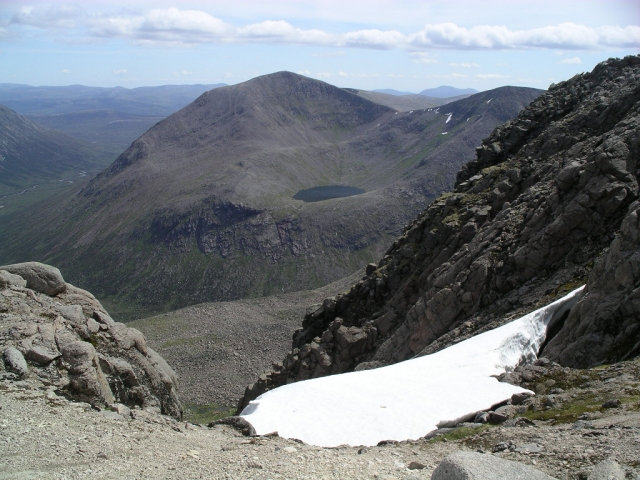
Os Cairngorms – Cairn Toul e Sgor an Lochain Uaine vistos a partir de Braeriach

Diversas organizações do setor público desempenham papéis importantes na gestão do patrimônio natural do país. A Scottish Natural Heritage é o órgão estatutário responsável pela gestão do patrimônio natural na Escócia. Uma de suas funções é estabelecer reservas naturais nacionais (NNR). Até 2004, existiam 73, mas uma revisão realizada naquele ano resultou na perda de status para um número significativo de sítios, e em 2006 havia 55. Desde 2018 existem 43. A Forestry and Land Scotland atua como o departamento florestal do Governo Escocês e é um dos maiores proprietários de terra do país. O Joint Nature Conservation Committee é o órgão estatutário consultor do governo sobre a conservação da natureza no Reino Unido e no exterior.
O país possui dois parque nacional. O Parque Nacional dos Cairngorms abrange a maior área de paisagem montanhosa ártica do Reino Unido. Sítios designados como importantes para o patrimônio natural ocupam 39% da área terrestre, sendo que dois terços desses são de importância em nível europeu. O Parque Nacional de Loch Lomond e os Trossachs inclui o maior corpo d'água doce da Grã-Bretanha, as montanhas de Breadalbane e os lochs marítimos de Argyll.
Organizações filantrópicas e voluntárias também desempenham papéis fundamentais. O National Trust for Scotland é a entidade de conservação que protege e promove o patrimônio natural e cultural da Escócia. Com mais de 270.000 associados, é a maior instituição de conservação escocesa. O Scottish Wildlife Trust é uma importante organização voluntária de conservação que trabalha para proteger o ambiente natural escocês. A Royal Zoological Society of Scotland é uma sociedade erudita e entidade registrada que mantém o Zoológico de Edimburgo e o Highland Wildlife Park (um parque safari e zoológico próximo a Kingussie, especializado na fauna nativa). A sociedade também participa de vários programas de conservação na Escócia e no mundo. A Royal Society for the Protection of Birds promove a conservação das aves e de outras formas de vida selvagem por meio da proteção e da recriação de habitats. O John Muir Trust é uma entidade cuja principal função é proteger as terras e a vida selvagem por meio da posse de terras e da promoção da educação e da conservação. O trust possui e administra propriedades em locais como Knoydart e Assynt, e na ilha de Skye. Ele também mantém vínculos com o Sierra Club nos Estados Unidos, que celebra o legado do naturalista nascido em Dunbar, John Muir. A Trees for Life é uma entidade que visa restaurar uma "floresta selvagem" nas Terras Altas do Noroeste e nos Grampian Mountains.